# Nigel Green
Nigel Green (* 15. Oktober 1924 in Pretoria, Südafrika; † 15. Mai 1972 in Brighton, England) war ein britischer Schauspieler im Theater, Film und Fernsehen.

## Leben
Green studierte in England Chemie und begann später eine Schauspielausbildung an der Royal Academy of Dramatic Art. Ende der 1940er-Jahre debütierte er in London am Theater. Ab 1952 trat er in vielen Spielfilmen und als Gast in Fernsehserien auf. International bekannt wurde er vor allem durch die Darstellung britischer Offiziere in Kriegsfilmen, wie in Tobruk.
Green war seit 1952 mit der Schauspielerin Patricia Marmont verheiratet, die Ehe wurde später geschieden. Er starb 1972 an einer Überdosis Schlaftabletten.

## Filmografie (Auswahl)
- 1954: Stranger from Venus
- 1956: Allen Gewalten zum Trotz (Reach for the Sky)
- 1957: Bitter war der Sieg (Bitter Victory)
- 1960: Die Herren Einbrecher geben sich die Ehre (The League of Gentlemen)
- 1960: Die Spur führt ins Nichts (The Criminal)
- 1960: Das Schwert des Robin Hood (Sword of Sherwood Forest)
- 1961: Die geheimnisvolle Insel (Mysterious Island)
- 1961: Man at the Carlton Tower
- 1963: Jason und die Argonauten (Jason and the Argonauts)
- 1964: Satanas – Das Schloß der blutigen Bestie (The Masque of the Red Death)
- 1964: Zulu
- 1965: Ich, Dr. Fu Man Chu (The Face of Fu Manchu)
- 1965: Ipcress – streng geheim (The Ipcress File)
- 1965: Der Schädel des Marquis de Sade (The Skull)
- 1965: Geheimauftrag für John Drake (Danger Man, Fernsehserie, 1 Folge)
- 1966: Gefährliche Abenteuer (Africa, Texas style)
- 1966: Khartoum
- 1967: Heiße Katzen (Deadlier Than the Male)
- 1967: Tobruk
- 1967, 1969: Mit Schirm, Charme und Melone (The Avengers, Fernsehserie, 2 Folgen)
- 1968: Ein dreckiger Haufen (Play Dirty)
- 1969: Fräulein Doktor
- 1969: Rollkommando (The Wrecking Crew)
- 1970: Der Brief an den Kreml (The Kremlin Letter)
- 1971: Comtesse des Grauens (Countess Dracula)
- 1971: Jason King (Fernsehserie, 1 Folge)
- 1972: The Ruling Class
- 1972: Die 2 (The Persuaders!) (TV-Serie, eine Folge)
- 1972: Kein Pardon für Schutzengel (The Protectors) (TV-Serie, eine Folge)